# ジェイ・モーア
ジェイ・モーア（Jay Mohr、1970年8月23日 - ）は、アメリカ合衆国ニュージャージー州生まれの俳優・声優・コメディアンである。

## 来歴
俳優・コメディアンとして知られるモーアは、1970年にニュージャージー州で生まれる。スコットランドおよびドイツ系。
スタンダップコメディアンとしてキャリアをスタートさせ、テレビなどに出演し始める。中でも米人気テレビ番組の『サタデー・ナイト・ライブ』に出演し、徐々にその名が知られ始めた。次第にシットコムやテレビドラマにも顔を出し始めて、『ザ・エージェント』でトム・クルーズと共演するなど、映画へもコンスタントに出演し始める。アメリカ国内ではダイエットペプシのコマーシャルに出演したり、ラジオのトークショーにゲスト出演したりと順調にキャリアを重ねており、近年では声優としてテレビアニメに出演したりもしている。

### プライベート
1998年に結婚しており、一児の父でもある。しかし2004年に離婚して、2007年に女優のニッキー・コックスと再婚した。

## 出演作品

### 映画
| 公開年 | 邦題 原題                                                     | 役名                         | 備考       |
| ------ | ------------------------------------------------------------- | ---------------------------- | ---------- |
| 1995   | 新・裸足の重役/ねらえ!高視聴率 The Barefoot Executive         | マット                       | テレビ映画 |
| 1996   | ザ・エージェント Jerry Maguire                                | ボブ                         |            |
| 1997   | ピクチャー・パーフェクト/彼女が彼に決めた理由 Picture Perfect | ニック                       |            |
| 1997   | ラスト・キングス Suicide Kings                                | ブレット・キャンベル         |            |
| 1998   | ポーリー Paulie                                               | ベニー／ポーリー             | 声のみ     |
| 1998   | スモール・ソルジャーズ Small Soldiers                         | ラリー・ベンソン             |            |
| 1998   | マフィア! Jane Austen's Mafia!                                | トニー                       |            |
| 1998   | マイ・ハート、マイ・ラブ Playing by Heart                     | マーク                       |            |
| 1999   | 200本のたばこ 200 Cigarettes                                  | ジャック                     |            |
| 1999   | go Go                                                         | ザック                       |            |
| 1999   | トナカイになったオリーブ Olive, the Other Reindeer            | ティム                       | 声のみ     |
| 2000   | インシデント Cherry Falls                                     | レオナルド                   |            |
| 2000   | ペイ・フォワード 可能の王国 Pay It Forward                    | クリス・チャンドラー         |            |
| 2001   | ディーン・クーンツのブラック・リバー Black River              | ボー                         | テレビ映画 |
| 2001   | スピーキング・オブ・セックス Speaking of Sex                  | ダン                         |            |
| 2002   | プルート・ナッシュ The Adventures of Pluto Nash               | トニー・フランシス           |            |
| 2002   | シモーヌ S1m0ne                                               | ハル・シンクレア             |            |
| 2005   | ボクらのママに近づくな! Are We There Yet?                     | マーティ                     |            |
| 2006   | ザ・ゲーム Even Money                                         | オージー                     |            |
| 2006   | ブリタニー・マーフィー in 結婚前にすべきコト The Groomsmen    | いとこのマイク               |            |
| 2008   | フェイク シティ ある男のルール Street Kings                   | マイク・クレイディ           |            |
| 2010   | ヒア アフター Hereafter                                       | ビリー                       |            |
| 2013   | 俺たちスーパーマジシャン The Incredible Burt Wonderstone      | リック・ジ・インプロージブル |            |
| 2018   | ニーナのすべて All About Nina                                 | マイク                       |            |

### テレビシリーズ
| 放映年    | 邦題 原題                                                    | 役名                       | 備考         |
| --------- | ------------------------------------------------------------ | -------------------------- | ------------ |
| 1992-1993 | Camp Wilder                                                  | ドーフマン                 | 19エピソード |
| 1993-1995 | サタデー・ナイト・ライブ Saturday Night Live                 |                            | 39エピソード |
| 1996      | Local Heroes                                                 | ジェイク・バーソロミュー   | 7エピソード  |
| 1996      | The Jeff Foxworthy Show                                      | ウェイン・フォックスワース | 7エピソード  |
| 1998      | フロム・ジ・アース/人類、月に立つ From the Earth to the Moon | ブレット                   | ミニシリーズ |
| 1999-2000 | Action                                                       | ピーター・ドラゴン         | 13エピソード |
| 2001      | ナイトビジョン Night Visions                                 | デイル・スティルマン       | 1エピソード  |
| 2003      | scrubs〜恋のお騒がせ病棟 Scrubs                              | ピーター・フィッシャー医師 | 1エピソード  |
| 2003      | ファストレーン Fastlane                                      | ローランド・ヒル           | 4エピソード  |
| 2003      | CSI:マイアミ CSI: Miami                                      | アーロン                   | 1エピソード  |
| 2004      | ザ・ホワイトハウス The West Wing                             | テイラー・レイド           | 3エピソード  |
| 2005      | ラスベガス Las Vegas                                         | マーティン                 | 1エピソード  |
| 2006-2008 | ゴースト 天国からのささやき Ghost Whisper                    | リック・ペイン             | 33エピソード |
| 2008-2010 | Gary Unmarried                                               | ゲイリー・ブルックス       | 37エピソード |
| 2009      | 名探偵モンク Monk                                            | ハリソン・パウエル         | 1エピソード  |
| 2011      | LAW & ORDER:犯罪心理捜査班 Law & Order: Criminal Intent      | ナイル・ブライト           | 1エピソード  |
| 2011      | 第一容疑者 Prime Suspect                                     | ブロック                   | 1エピソード  |
| 2011-2013 | Suburgatory                                                  | スティーヴン・ロイス       | 5エピソード  |

### 声の出演
- Saints Row 2(2008年) - TVゲーム。主人公の敵対組織アルター社のCEO、ディン・ヴォーゲル役。
- Saints Row: Gat Out of Hell(2015年) - TVゲーム。上記と同役だが今度は味方として登場。

## 参照
1. ↑  Mohr stated on the Late Late Show that he has Scottish ancestry; Late Late Show. Dec 3, 2008.
2. ↑  http://familytreemaker.genealogy.com/users/e/n/g/Susan-B-Engels/WEBSITE-0001/UHP-0032.html
3. ↑  [ジェイ・モーア、ニッキー・コックスと結婚！ “ジェイ・モーア、ニッキー・コックスと結婚！”]. シネマトゥデイ. (2007年1月4日) 2013年3月22日閲覧。